# Krantenformaat

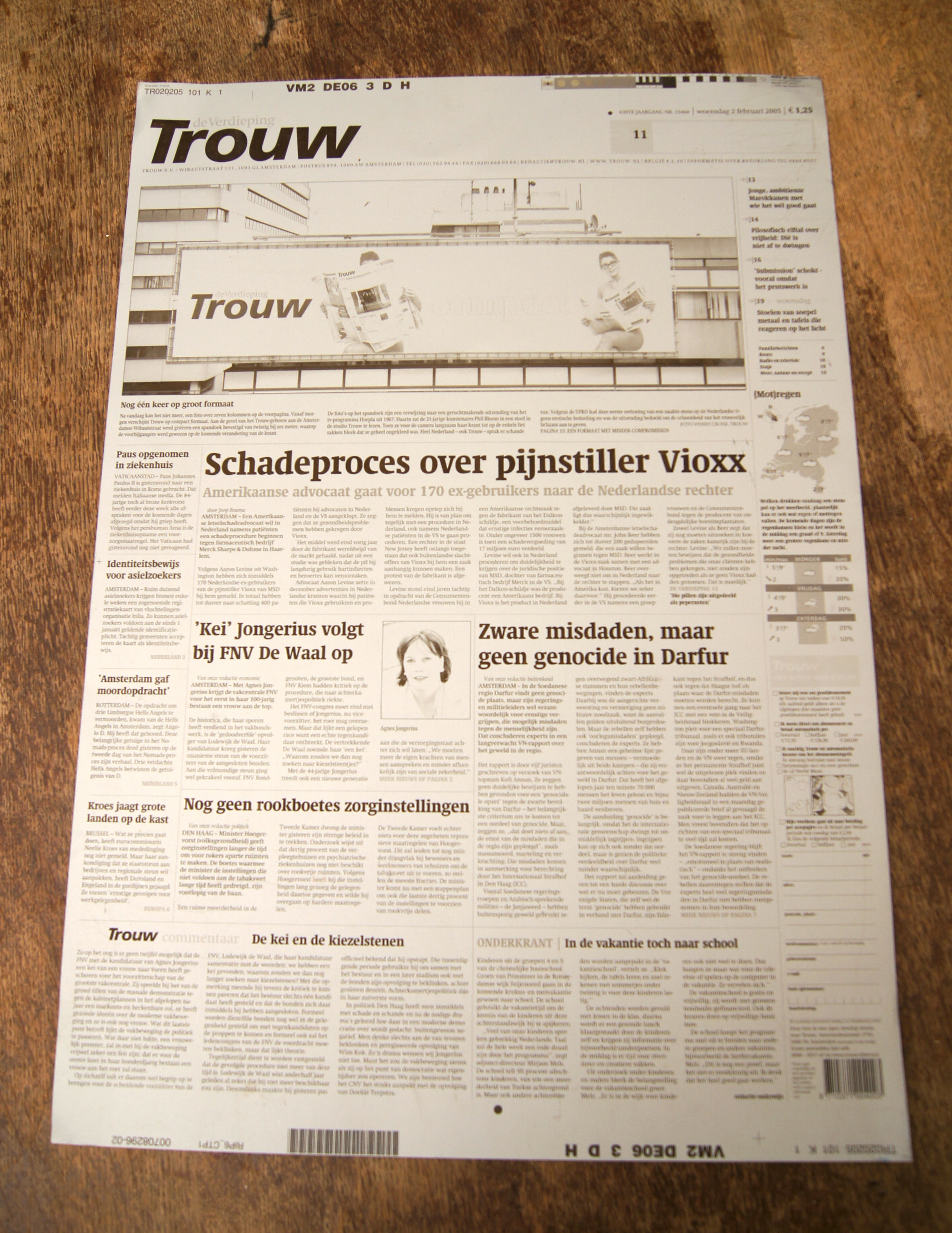
Drukplaat van dagblad Trouw op broadsheet-formaat. Het is de laatste voorpagina (2 februari 2005) op groot formaat, dus net voordat de krant overging op tabloid-formaat.

Er bestaan een 15-tal verschillende krantenformaten. De drie meest gangbare zijn broadsheet, tabloid en berliner. De afmetingen van deze formaten variëren, en de hieronder gegeven maten zijn dan ook niet voor iedere krant precies geldig.
- Broadsheet is het grootste formaat (749 mm x 597 mm), dat traditioneel voor kwaliteitskranten werd gebruikt.
- Tabloid wordt wel beschreven als "half zo groot"; dit moet in die zin worden opgevat dat beide afmetingen, hoogte en breedte, ongeveer worden gehalveerd (432 mm x 279 mm); oorspronkelijk gebruikt voor kranten met "lichter verteerbare" kost (dat was ook de betekenis), meer en meer ook voor kwaliteitskranten.
- Berliner is iets groter dan tabloid (470 mm x 315 mm).

De verschillende krantenformaten.